# Simister
Simister är en by i Bury i Greater Manchester i England. Byn ligger 8 km från Manchester. Orten har 650 invånare (2015).